# Hockey sur gazon aux Jeux olympiques
Le hockey sur gazon est inscrit au programme des Jeux olympiques depuis l'édition de 1908 à Londres avec un unique tournoi masculin. Depuis 1928, ce sport a toujours été présent lors des Jeux olympiques. Jusqu'aux Jeux de 1976 seuls les hockeyeurs masculins sont autorisés à participer aux compétitions.  Cette année-là marque le début de l'utilisation d'un gazon artificiel pour les rencontres de hockey. Le tournoi féminin est apparu au programme olympique lors des Jeux de 1980 se déroulant à Moscou en URSS.

## Palmarès

### Tournoi masculin
| 1re | 1908 | Londres        | Angleterre           | 8 - 1           | Irlande              | Écosse Pays de Galles      | Championnat     |                      |
| 2e  | 1920 | Anvers         | Grande-Bretagne      | Championnat     | Danemark             | Belgique                   | Championnat     | France               |
| 3e  | 1928 | Amsterdam      | Inde                 | 3 - 0           | Pays-Bas             | Allemagne                  | 3 - 0           | Belgique             |
| 4e  | 1932 | Los Angeles    | Inde                 | Championnat     | Japon                | États-Unis                 | Championnat     |                      |
| 5e  | 1936 | Berlin         | Inde                 | 8 - 1           | Allemagne            | Pays-Bas                   | 4 - 3           | France               |
| 6e  | 1948 | Londres        | Inde                 | 4 - 0           | Grande-Bretagne      | Pays-Bas                   | 1 - 1 4 - 1     | Pakistan             |
| 7e  | 1952 | Helsinki       | Inde                 | 6 - 1           | Pays-Bas             | Grande-Bretagne            | 2 - 1           | Pakistan             |
| 8e  | 1956 | Melbourne      | Inde                 | 1 - 0           | Pakistan             | Équipe unifiée d'Allemagne | 3 - 1           | Grande-Bretagne      |
| 9e  | 1960 | Rome           | Pakistan             | 1 - 0           | Inde                 | Espagne                    | 2 - 1           | Grande-Bretagne      |
| 10e | 1964 | Tokyo          | Inde                 | 1 - 0           | Pakistan             | Australie                  | 3 - 2 ap        | Espagne              |
| 11e | 1968 | Mexico         | Pakistan             | 2 - 1           | Australie            | Inde                       | 2 - 1           | Allemagne de l'Ouest |
| 12e | 1972 | Munich         | Allemagne de l'Ouest | 1 - 0           | Pakistan             | Inde                       | 2 - 1           | Pays-Bas             |
| 13e | 1976 | Montréal       | Nouvelle-Zélande     | 1 - 0           | Australie            | Pakistan                   | 3 - 2           | Pays-Bas             |
| 14e | 1980 | Moscou         | Inde                 | 4 - 3           | Espagne              | Union soviétique           | 2 - 1           | Pologne              |
| 15e | 1984 | Los Angeles    | Pakistan             | 2 - 1 ap        | Allemagne de l'Ouest | Grande-Bretagne            | 3 - 2           | Australie            |
| 16e | 1988 | Séoul          | Grande-Bretagne      | 3 - 1           | Allemagne de l'Ouest | Pays-Bas                   | 2 - 1           | Australie            |
| 17e | 1992 | Barcelone      | Allemagne            | 2 - 1           | Australie            | Pakistan                   | 4 - 3           | Pays-Bas             |
| 18e | 1996 | Atlanta        | Pays-Bas             | 3 - 1           | Espagne              | Australie                  | 3 - 2           | Allemagne            |
| 19e | 2000 | Sydney         | Pays-Bas             | 3 - 3 5 − 4 tab | Corée du Sud         | Australie                  | 6 - 3           | Pakistan             |
| 20e | 2004 | Athènes        | Australie            | 2 - 1 ap        | Pays-Bas             | Allemagne                  | 4 - 3 ap        | Espagne              |
| 21e | 2008 | Pékin          | Allemagne            | 1 - 0           | Espagne              | Australie                  | 6 - 2           | Pays-Bas             |
| 22e | 2012 | Londres        | Allemagne            | 2 - 1           | Pays-Bas             | Australie                  | 3 - 1           | Grande-Bretagne      |
| 23e | 2016 | Rio de Janeiro | Argentine            | 4 - 2           | Belgique             | Allemagne                  | 1 - 1 4 − 3 tab | Pays-Bas             |
| 24e | 2020 | Tokyo          | Belgique             | 1 - 1 3 − 2 tab | Australie            | Inde                       | 5 - 4           | Allemagne            |
| 25e | 2024 | Paris          | Pays-Bas             | 1 - 1 3 − 1 tab | Allemagne            | Inde                       | 2 - 1           | Espagne              |

### Tournoi féminin
| 1re | 1980 | Moscou         | Zimbabwe        | Championnat     | Tchécoslovaquie      | Union soviétique | Championnat     | Inde             |
| 2e  | 1984 | Los Angeles    | Pays-Bas        | Championnat     | Allemagne de l'Ouest | États-Unis       | Championnat     | Australie        |
| 3e  | 1988 | Séoul          | Australie       | 2 - 0           | Corée du Sud         | Pays-Bas         | 3 - 1           | Grande-Bretagne  |
| 4e  | 1992 | Espagne        | Espagne         | 2 - 1 ap        | Allemagne            | Grande-Bretagne  | 4 - 3           | Corée du Sud     |
| 5e  | 1996 | Atlanta        | Australie       | 3 - 1           | Corée du Sud         | Pays-Bas         | 0 - 0 4 − 3 tab | Grande-Bretagne  |
| 6e  | 2000 | Sydney         | Australie       | 3 - 1           | Argentine            | Pays-Bas         | 2 - 0           | Espagne          |
| 7e  | 2004 | Athènes        | Allemagne       | 2 - 1           | Pays-Bas             | Argentine        | 1 - 0           | Chine            |
| 8e  | 2008 | Pékin          | Pays-Bas        | 2 - 0           | Chine                | Argentine        | 3 - 1           | Allemagne        |
| 9e  | 2012 | Londres        | Pays-Bas        | 2 - 0           | Argentine            | Grande-Bretagne  | 3 - 1           | Nouvelle-Zélande |
| 10e | 2016 | Rio de Janeiro | Grande-Bretagne | 3 - 3 2 − 0 tab | Pays-Bas             | Allemagne        | 2 - 1           | Nouvelle-Zélande |
| 11e | 2020 | Tokyo          | Pays-Bas        | 3 - 1           | Argentine            | Grande-Bretagne  | 4 - 3           | Inde             |
| 12e | 2024 | Paris          | Pays-Bas        | 1 - 1 3 − 1 tab | Chine                | Argentine        | 2 - 2 3 − 1 tab | Belgique         |

## Tableau des médailles
Les tableaux ci-dessous présentent le bilan, par nations, des médailles obtenues en hockey sur gazon lors des Jeux olympiques d'été de 1908 à 2020. Le rang est obtenu par le décompte des médailles d'or, puis en cas d'ex æquo, des médailles d'argent, puis de bronze.
Après les Jeux de 2020, les Pays-Bas sont le pays ayant remporté le plus grand nombre de médailles olympiques en hockey sur gazon, avec 18 médailles dont 6 en or. L'Australie et la Grande-Bretagne arrivent en seconde position avec 13 médailles remportées dont quatre en or. L'Inde a remporté 12 médailles au cours des Jeux, ce qui la place en quatrième position en nombre de médailles, mais elle comptabilise huit titres olympiques faisant d'elle la nation la plus titrée en hockey sur gazon.
Tableaux mis à jour après les Jeux olympiques de 2024

### Général
| Rang  | Nation                     | Or | Argent | Bronze | Total |
| ----- | -------------------------- | -- | ------ | ------ | ----- |
| 1     | Pays-Bas                   | 8  | 6      | 6      | 20    |
| 2     | Inde                       | 8  | 1      | 4      | 13    |
| 3     | Australie                  | 4  | 4      | 5      | 13    |
| 4     | Allemagne                  | 4  | 3      | 4      | 11    |
| 5     | Grande-Bretagne            | 4  | 2      | 7      | 13    |
| 6     | Pakistan                   | 3  | 3      | 2      | 8     |
| 7     | Argentine                  | 1  | 3      | 3      | 7     |
| 8     | Espagne                    | 1  | 3      | 1      | 5     |
| 9     | Allemagne de l'Ouest       | 1  | 3      | 0      | 4     |
| 10    | Belgique                   | 1  | 1      | 1      | 3     |
| 11    | Nouvelle-Zélande           | 1  | 0      | 0      | 1     |
| 11    | Zimbabwe                   | 1  | 0      | 0      | 1     |
| 13    | Corée du Sud               | 0  | 3      | 0      | 3     |
| 14    | Chine                      | 0  | 2      | 0      | 2     |
| 15    | Danemark                   | 0  | 1      | 0      | 1     |
| 15    | Japon                      | 0  | 1      | 0      | 1     |
| 15    | Tchécoslovaquie            | 0  | 1      | 0      | 1     |
| 18    | États-Unis                 | 0  | 0      | 2      | 2     |
| 18    | Union soviétique           | 0  | 0      | 2      | 2     |
| 20    | Équipe unifiée d'Allemagne | 0  | 0      | 1      | 1     |
| Total | Total                      | 37 | 37     | 38     | 112   |

### Par tournoi
| Rang  | Nation                     | Or | Argent | Bronze | Total |
| ----- | -------------------------- | -- | ------ | ------ | ----- |
| 1     | Inde                       | 8  | 1      | 4      | 13    |
| 2     | Pakistan                   | 3  | 3      | 2      | 8     |
| 3     | Pays-Bas                   | 3  | 4      | 3      | 10    |
| 4     | Grande-Bretagne            | 3  | 2      | 4      | 9     |
| 5     | Allemagne                  | 3  | 2      | 3      | 8     |
| 6     | Australie                  | 1  | 4      | 5      | 10    |
| 7     | Allemagne de l'Ouest       | 1  | 2      | 0      | 3     |
| 8     | Belgique                   | 1  | 1      | 1      | 3     |
| 9     | Argentine                  | 1  | 0      | 0      | 1     |
| 9     | Nouvelle-Zélande           | 1  | 0      | 0      | 1     |
| 11    | Espagne                    | 0  | 3      | 1      | 4     |
| 12    | Corée du Sud               | 0  | 1      | 0      | 1     |
| 12    | Danemark                   | 0  | 1      | 0      | 1     |
| 12    | Japon                      | 0  | 1      | 0      | 1     |
| 15    | Équipe unifiée d'Allemagne | 0  | 0      | 1      | 1     |
| 15    | États-Unis                 | 0  | 0      | 1      | 1     |
| 15    | Union soviétique           | 0  | 0      | 1      | 1     |
| Total | Total                      | 25 | 25     | 26     | 76    |

| Rang  | Nation               | Or | Argent | Bronze | Total |
| ----- | -------------------- | -- | ------ | ------ | ----- |
| 1     | Pays-Bas             | 5  | 2      | 3      | 10    |
| 2     | Australie            | 3  | 0      | 0      | 3     |
| 3     | Allemagne            | 1  | 1      | 1      | 3     |
| 4     | Grande-Bretagne      | 1  | 0      | 3      | 4     |
| 5     | Espagne              | 1  | 0      | 0      | 1     |
| 5     | Zimbabwe             | 1  | 0      | 0      | 1     |
| 7     | Argentine            | 0  | 3      | 3      | 6     |
| 8     | Chine                | 0  | 2      | 0      | 2     |
| 8     | Corée du Sud         | 0  | 2      | 0      | 2     |
| 10    | Allemagne de l'Ouest | 0  | 1      | 0      | 1     |
| 10    | Tchécoslovaquie      | 0  | 1      | 0      | 1     |
| 12    | États-Unis           | 0  | 0      | 1      | 1     |
| 12    | Union soviétique     | 0  | 0      | 1      | 1     |
| Total | Total                | 12 | 12     | 12     | 36    |

## Légendes olympiques

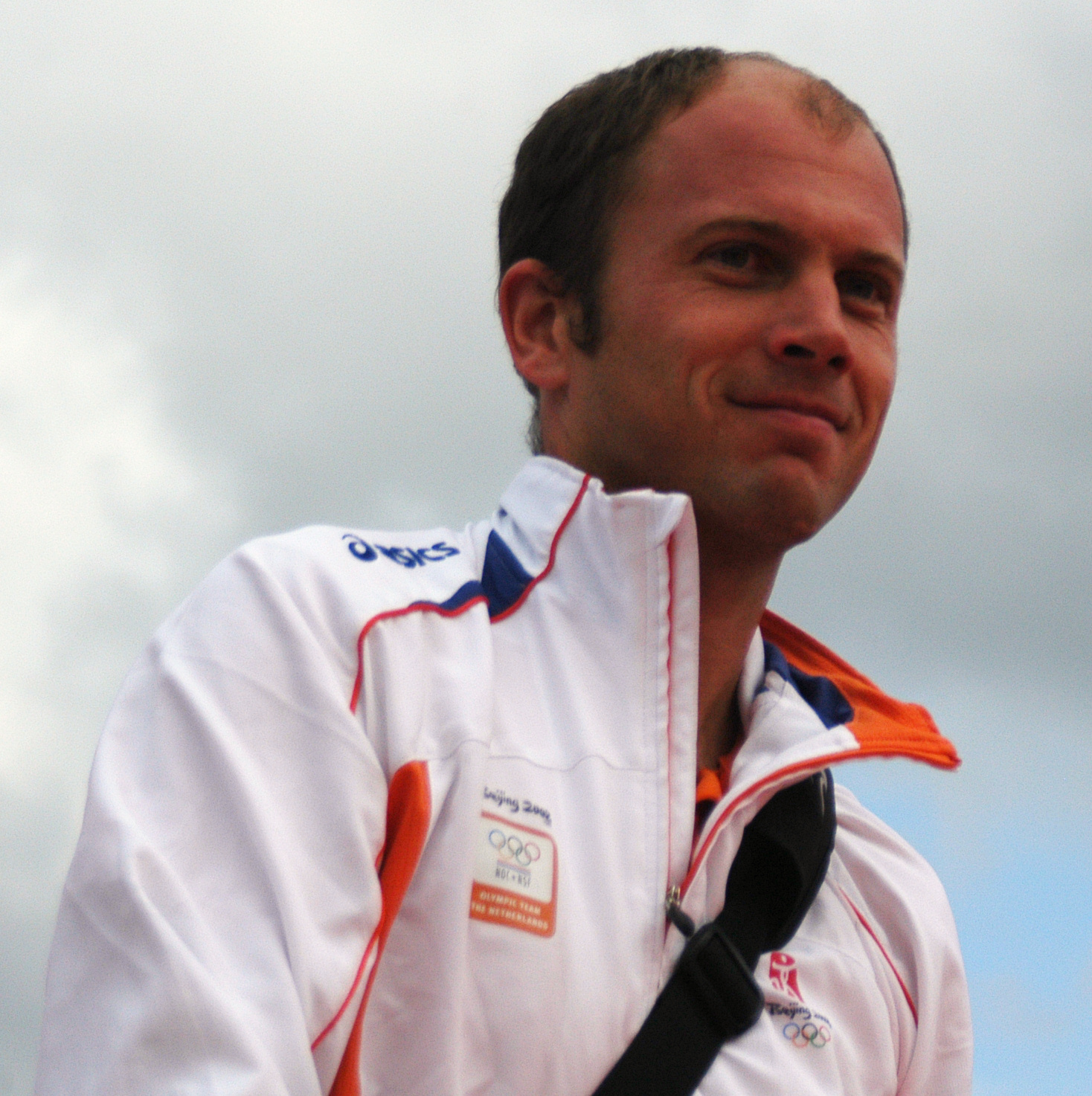
Teun de Nooijer a remporté quatre médailles olympiques au cours de sa carrière.

Seuls trois athlètes sont parvenus à gagner en tout quatre médailles olympiques, il s'agit des Indiens Leslie Claudius et Udham Singh, avec chacun trois médailles d'or et une d'argent, et du Néerlandais Teun de Nooijer qui a remporté deux médailles d'or et deux médailles d'argent.
| Rang | Athlète              | Nation        | Médaille d'or, Jeux olympiques | Médaille d'argent, Jeux olympiques | Médaille de bronze, Jeux olympiques | Total |
| ---- | -------------------- | ------------- | ------------------------------ | ---------------------------------- | ----------------------------------- | ----- |
| 1    | Leslie Claudius      | Inde          | 3                              | 1                                  | 0                                   | 4     |
| 1    | Udham Singh          | Inde          | 3                              | 1                                  | 0                                   | 4     |
| 3    | Richard Allen        | Inde          | 3                              | 0                                  | 0                                   | 3     |
| 3    | Dhyan Chand          | Inde          | 3                              | 0                                  | 0                                   | 3     |
| 3    | Ranganathan Francis  | Inde          | 3                              | 0                                  | 0                                   | 3     |
| 3    | Rechelle Hawkes      | Australie     | 3                              | 0                                  | 0                                   | 3     |
| 3    | Balbir Singh         | Inde          | 3                              | 0                                  | 0                                   | 3     |
| 3    | Randhir Singh Gentle | Inde          | 3                              | 0                                  | 0                                   | 3     |
| 9    | Teun de Nooijer      | Pays-Bas      | 2                              | 2                                  | 0                                   | 4     |
| 10   | 9 joueurs            | Inde Pays-Bas | 2                              | 1                                  | 0                                   | 3     |